# Гибралтарски социалдемократи
Гибралтарски социалдемократи (на английски: Gibraltar Social Democrats) е дясноцентристка консервативна политическа партия в Гибралтар.
Тя е основана през 1989 година и бързо се превръща във водеща партия на десницата след разпадането на Асоциацията за напредък на гражданските права. В продължение на четири мандата, от 1996 до 2011 година, партията е управляваща, а нейният лидер Питър Каруана е главен министър. На изборите през декември 2011 година Гибралтарски социалдемократи получават най-много гласове (47%), но със 7 места в парламента отстъпват на лявоцентристката опозиция.